# ایران در المپیک تابستانی ۱۹۷۲
ایران در بازی‌های المپیک تابستانی ۱۹۷۲ که در مونیخ آلمان غربی برگزار شد با ۵۰ ورزشکار در ۷ رشته ورزشی شرکت نمود و موفق به کسب ۳ مدال و رتبه بیست‌وهشت‌ام در جدول مدال‌ها شد.

## رشته‌ها و تعداد شرکت‌کنندگان
| ورزش             | مردان | زنان | مجموع |
| ---------------- | ----- | ---- | ----- |
| دوومیدانی        | ۳     |      | ۳     |
| مشت‌زنی           | ۵     |      | ۵     |
| دوچرخه‌سواری جاده | ۴     |      | ۴     |
| دوچرخه‌سواری پیست | ۴     |      | ۴     |
| شمشیربازی        | ۲     |      | ۲     |
| فوتبال           | ۱۹    |      | ۱۹    |
| وزنه‌برداری       | ۳     |      | ۳     |
| کشتی             | ۱۴    |      | ۱۴    |
| مجموع            | ۵۰    | ۰    | ۵۰    |

## مدال‌ها

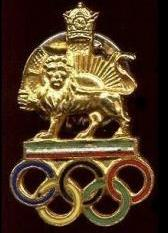
نشان تیم‌های ملی المپیک ایران در بازی‌های مونیخ 1972

### جدول مدال‌ها
| رشته       | طلا | نقره | برنز | مجموع |
| ---------- | --- | ---- | ---- | ----- |
| وزنه‌برداری |     | ۱    |      | ۱     |
| کشتی       |     | ۱    | ۱    | ۲     |
| مجموع      |     | ۲    | ۱    | ۳     |

### مدال‌آوران
| مدال | نام           | رشته       | مسابقه                 |
| ---- | ------------- | ---------- | ---------------------- |
| نقره | محمد نصیری    | وزنه‌برداری | ۵۶ کیلوگرم مردان       |
| نقره | رحیم علی‌آبادی | کشتی       | ۴۸ کیلوگرم فرنگی مردان |
| برنز | ابراهیم جوادی | کشتی       | ۴۸ کیلوگرم آزاد مردان  |